# Linum setaceum
Linum setaceum là một loài thực vật có hoa trong họ Linaceae. Loài này được Brot. mô tả khoa học đầu tiên năm 1804.